# Rudolf von Minckwitz
Erasmus Rudolf von Minckwitz (* 14. Januar 1827 in Dresden; † 28. November 1916 ebenda) war ein preußischer General der Infanterie.

## Leben

### Herkunft
Er war der Sohn von Rudolf Leopold von Minckwitz (1798–1868) und dessen Ehefrau Ida Henriette Adolphine, geborene Nehrhoff von Holderberg aus dem Hause Gebersbach (1804–1840). Sein Vater war ein königlich sächsischer Hauptmann a. D., sowie Herr auf Staschwitz und Nieder-Grauschwitz. Seine zwei Brüder waren die sächsischen Generäle der Infanterie Wilhelm und Erwin.

### Militärkarriere
Im Alter von elf Jahren ging Minckwitz am 18. September 1838 als Kadett ins Kadettenhaus nach Potsdam und von dort am 9. August 1840 ins Kadettenhaus Berlin. Am 4. Juli 1844 wurde er als Portepeefähnrich dem Kaiser Franz Garde-Grenadier-Regiment Nr. 2 der Preußischen Armee überwiesen. Am 14. Dezember 1844 erhielt er den Charakter als Sekondeleutnant. Mit der Verleihung des Patents zu diesem Dienstgrad wurde Minckwitz am 10. April 1845 dem Regiment aggregiert. Als solcher wurde er am 2. April 1846 in das 20. Infanterie-Regiment nach Torgau versetzt. Mit dem Verband kämpfte er 1848 im Feldzug gegen Dänemark in den Gefechten von Schleswig und Düppel sowie während der Niederschlagung der Badischen Revolution 1849 im Gefecht bei Niederbühl und der Belagerung von Rastatt. Für sein tapferes Verhalten während des Feldzuges in Baden wurde er am 20. September 1849 belobigt. Vom 7. Februar bis zum 10. Mai 1851 war Minckwitz Adjutant des IV., und vom 1. November 1851 bis zum 5. Oktober 1856 des II. Bataillons. Als solcher wurde er am 7. Juli 1856 zum Premierleutnant befördert.
Beim 20. Landwehr-Regiment führte er vom 31. März 1857 bis zum 15. Juni 1859 die 12. Kompanie in Potsdam. Am 31. Mai 1859 beförderte man ihn zum Hauptmann. Vom 9. August 1859 bis zum 18. Mai 1860 wurde er zum Kompanieführer im 20. kombinierten Landwehr-Regiment ernannt. Anschließend war Minckwitz Chef der 3. Kompanie im 5. Jäger-Bataillons in Görlitz und ab dem 18. August 1860 Chef der 4. Kompanie im 2. Schlesischen Jäger-Bataillon (Nr. 6) in Freiburg in Schlesien. Dem VI. Armee-Korps unterstellt, zog es 1866 in den Feldzug in Böhmen und nahm er an der Schlacht bei Königgrätz teil. Er erhielt den Roten Adlerorden VI. Klasse mit der Schwertern.
Unter Beförderung zum Major wurde Minckwitz am 22. März 1868 zum Kommandeur des Lauenburgischen Jäger-Bataillons Nr. 9 in Ratzeburg ernannt. Dem IV. Armee-Korps unterstellt, führte er seine Jäger 1870 in den Krieg gegen Frankreich und nahm an den Schlachten von Colombey, Gravelotte, Orléans, Beaugency-Cravant und Le Mans, der Belagerung von Metz, sowie Gefechten bei Lessy, Épuisay und Sargé teil. Für seine Leistungen erhielt er beide Klassen des Eisernen Kreuzes.
Am 29. März 1871 wurde Minckwitz zum Kommandeur des Füsilier-Bataillons im Kaiser Alexander Garde-Grenadier-Regiment Nr. 1 ernannt. Die gleiche Position bekleidete er ab dem 1. Februar 1872 in Potsdam beim II. Bataillon im 1. Garde-Regiment zu Fuß. Zum Oberstleutnant am 22. März 1873 befördert, war er vom 7. bis zum 14. September 1874 als Beobachter zu den Herbstmanövern des Sächsischen XII. Armee-Korps kommandiert gewesen. Unter Stellung à la suite des 4. Garde-Grenadier-Regiment Königin Augusta wurde Minckwitz am 11. Februar 1875 mit deren Führung beauftragt, am 12. Februar 1876 zu Regimentskommandeur ernannt und am 2. März 1876 zum Oberst befördert. Per Befehl vom 9. August wurde Minckwitz als Beobachter zu den vom 28. August bis 11. September 1879 stattfindenden Manövern der Italienischen Armee befohlen. Am 27. Dezember 1881 wurde er mit der Führung der 30. Infanterie-Brigade in Koblenz unter Stellung à la suite seines vorigen Regiments beauftragt. Unter der Beförderung zum Generalmajor wurde er am 11. Juni 1882 zum Kommandeur dieser Brigade ernannt. Man beauftragte Minckwitz am 4. Dezember 1886 mit der Führung der 30. Division in Metz und ernannte ihn am 15. Januar 1887 unter gleichzeitiger Beförderung zum Generalleutnant zum Kommandeur.
Aufgrund seines angegriffenen Gesundheitszustandes wurde Minckwitz unter Verleihung des Kronenordens I. Klasse am 17. Juni 1889 mit Pension zur Disposition gestellt. Am 27. Januar 1890 wurde ihm der Charakter als General der Infanterie verliehen. Seinen Lebensabend verbrachte er in Dresden. Außerdem erhielt er am 27. Januar 1912 die Erlaubnis zum Tragen der Uniform des Königin Augusta Garde-Grenadier-Regiments Nr. 4.

### Familie
Minckwitz hatte sich am 6. April 1869 in Dobitschen mit Katharina Freiin Bachoff von Echt (1840–1909) verheiratet. Die Ehe blieb kinderlos.

## Auszeichnungen
- Ritterkreuz des Königlichen Hausordens von Hohenzollern am 15. September 1877
- Kommandeurkreuz des Ordens der Krone von Italien im November 1879
- Komturkreuz I. Klasse des Friedrichs-Ordens im Oktober 1886
- Stern zum Roten Adlerorden II. Klasse mit Eichenlaub und Schwertern am 5. Mai 1888
- Großkreuz des Bayerischen Militärverdienstordens im Januar 1890